# Rinkeby

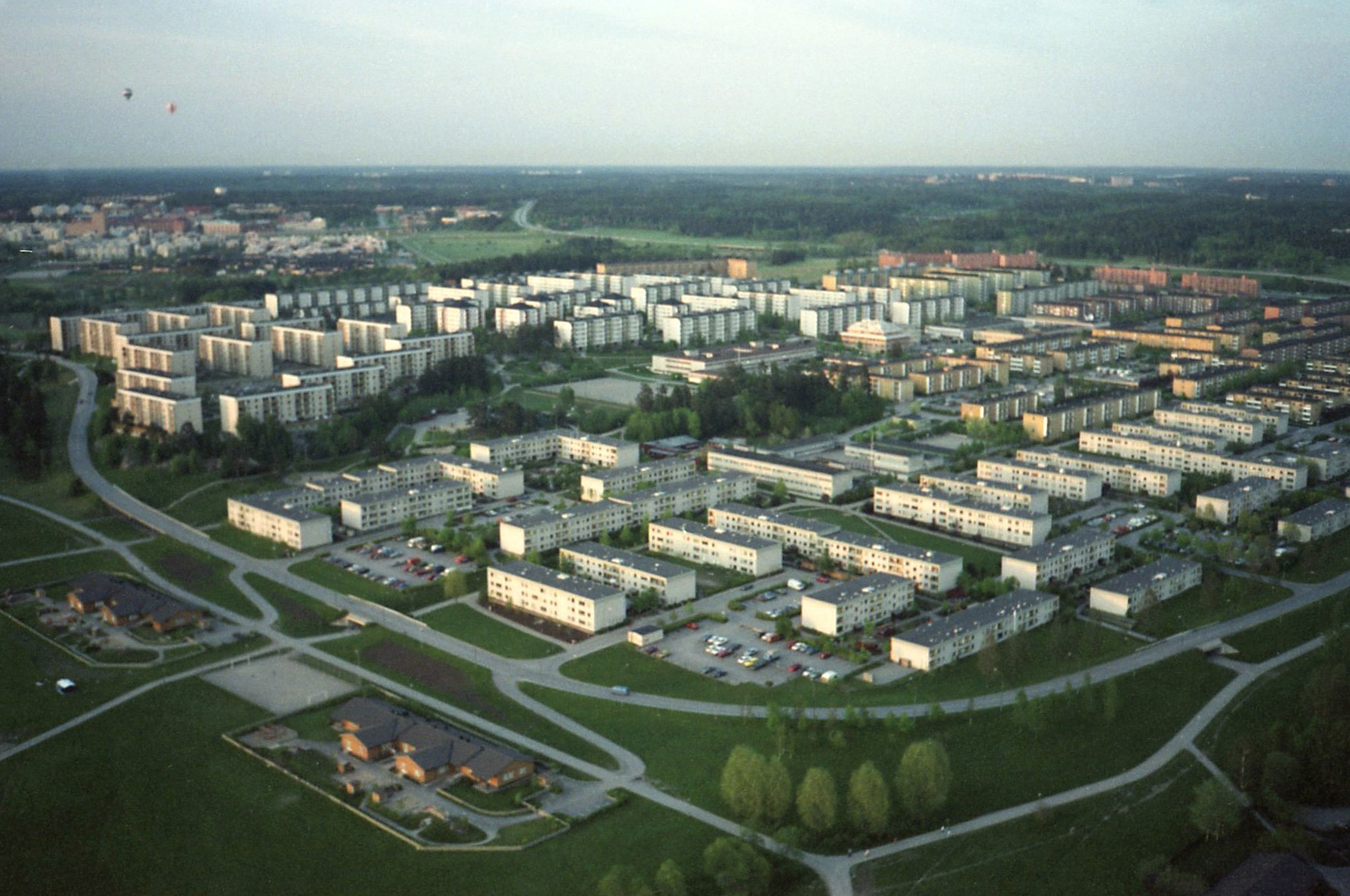
Rinkeby, 1988.

Rinkeby est une quartier du district de Järva, à Stockholm, en Suède.
Doté de constructions du programme million, ce quartier est notable pour sa forte proportion d'immigrés : en 2007, 89,1 % de la population de Rinkeby était issue de la première ou de la deuxième génération d'immigrés.
Il est connu pour ses problèmes récurrents de sécurité. En 2017, plusieurs grandes entreprises de construction refusent de construire un poste de police dans le quartier pour des raisons de sécurité.

## Jumelages
- Gizeh, Égypte